# Atenas Río Cuarto
Club Sportivo y Biblioteca Atenas – argentyński klub piłkarski z siedzibą w mieście Río Cuarto leżącym w prowincji Córdoba.

## Osiągnięcia
- Mistrz pierwszej ligi Río Cuarto (od 1935 lokalnej ligi Liga Regional de Fútbol de Río Cuarto) (20): 1917, 1920, 1925, 1933, 1934, 1935, 1936, 1937, 1939, 1940, 1941, 1942, 1944, 1946, 1951, 1954, 1959, 1963, 1970, 1972

## Historia
Klub Atenas założony został 9 lipca 1916 roku. Udany występ w piątej lidze (Torneo Argentino C) w sezonie 2006/07 sprawił, że w sezonie 2007/08 klub wystąpił w czwartej lidze (Torneo Argentino B).